# Neotoma anthonyi
Neotoma anthonyi är en utdöd däggdjursart som beskrevs av J. A. Allen 1898. Neotoma anthonyi ingår i släktet egentliga skogsråttor och familjen hamsterartade gnagare. IUCN kategoriserar arten globalt som utdöd. Inga underarter finns listade i Catalogue of Life.
Taxonet listas ibland som underart till Neotoma bryanti.
Kvarlevor av arten hittades på två mindre öar (Todos Santos Islands) nära halvön Baja California (Mexiko). Öarna är täckta av buskskog och av olika örter. Antagligen gick arten främst på marken och den var troligen växtätare. Arten iakttogs senast 1926. Som orsak till artens utdöende utpekas introducerade tamkatter.
Neotoma anthonyi hade en kroppslängd (huvud och bål) av 15,4 till 21,0 cm, en svanslängd av 7,3 till 16,4 cm och en vikt av 143 till 277 g. Honor var lite mindre än hannar. Ryggen var täckt av gråbrun päls som blev blekare fram till kroppssidorna och på undersidan förekom vitaktig päls, ibland med inslag av rosa på buken och på strupen. Kännetecknande var svarta områden på bakbenens utsida samt en svart ovansida på svansen. Svansens undersida var ljus. Arten hade i varje käkhalva en framtand, ingen hörntand, ingen premolar och 3 molarer, alltså 16 tänder i hela tanduppsättningen.
I grottor upptäcktes under 1990-talet upp till en meter höga ansamlingar av torra växtdelar som kan vara artens förråd. Fyndet indikerar att några exemplar kan finnas kvar.